# Game, Net & Match!
Game, Net & Match! ist ein Tennis-Computerspiel, das vom deutschen Entwicklerstudio Media Games im Auftrag von Blue Byte entwickelt und 1998 für Microsoft Windows veröffentlicht wurde. Es gilt als der dritte Teil von Blue Bytes Great-Courts-Reihe und basiert als erster Serieneintrag auf einer 3D-Grafikengine. In Frankreich erschien das Spiel unter dem Titel Yannick Noah Great Courts 3, in Lateinamerika als Extreme Tennis.

## Spielprinzip
Das Spiel erschien ohne offizielle Lizenz des Tennis-Weltverbands, weswegen zwölf Phantasiespieler zur Auswahl stehen, deren Spielfähigkeiten in sechs Kategorien (Volley, Schnelligkeit, Stärke, Vorhand, Rückhand, Aufschlag) mit 1-10 Punkten festgelegt sind. Gespielt wird gemäß gängiger Tennisregeln auf Plätzen mit vier verschiedenen Belägen (Rasen, Sand, Teppich und Hartplatz), welche jeweils das Ballverhalten beeinflussen. Spielern stehen vier verschiedenen Schlagtechniken (gerader Schlag, Topspin, Slice, Lob) zur Verfügung. Im Saison-Modus hat der Spieler die Wahl zwischen mehr als 100 verschiedenen Turnieren. Durch erfolgreiche Turnierteilnahmen klettert er in der Weltrangliste allmählich nach oben und sammelt Erfahrung, die sich in steigenden Spielerwerten seiner Figur bemerkbar macht.
Neben einem Einspieler-Modus bietet Game, Net & Match! einen Mehrspielermodus für bis zu vier Personen lokal oder über Netzwerk sowie ursprünglich auch Matchmaking über das Internet mit Hilfe eines Blue-Byte-Servers.

## Rezeption
Game, Net & Match! erhielt teils positive, teils gemischte Kritiken. Die Fachpresse lobte insbesondere die realistische Spielphysik, das taktisch geprägte Gameplay sowie die solide Netzwerkanbindung für Mehrspielerpartien. Kritisiert wurden teilweise die Präsentation, das Fehlen offizieller Lizenzen sowie die eingeschränkte KI-Variation.

„Ein Tennisspiel wie Anke Huber: beherrscht die Basics und hat Talent. Aber bei Detail-Feinschliff und Ausstrahlung wird es so holprig, daß ernsthafter Superstar-Status unerreichbar ist.“

„If you overlook the cheesy title and '70s-style box art, what you'll find inside is a well-thought-out tennis game with a lot of great features, but one that might get a bit too easy after a while.“

„Wenn man über den kitschigen Titel und die 70er-Jahre-Verpackungsgrafik hinwegsieht, findet man im Inneren ein gut durchdachtes Tennisspiel mit vielen tollen Features, das aber nach einer Weile ein bisschen zu einfach werden könnte.“